# Salaya (España)
Salaya (llamada oficialmente San Pedro de Salaia) es una parroquia y una aldea española del municipio de Palas de Rey, en la provincia de Lugo, Galicia.

## Otras denominaciones
La parroquia también es conocida por el nombre de San Pedro de Salaya.

## Organización territorial
La parroquia está formada por nueve entidades de población, constando ocho de ellas en el nomenclátor del Instituto Nacional de Estadística español:

### Entidades de población
Entidades de población que forman parte de la parroquia:
- Cruceiro (O Cruceiro)
- Faxilde
- Fonte de Uz (A Fontedaúde)
- Lameira (A Lameira)
- Pazo (O Pazo)
- Salaya (Salaia)
- Trasmil
- Vilacoba (Vilacova)

### Despoblado
Despoblado que forma parte de la parroquia:
- Arulfe

## Demografía

### Parroquia
| Gráfica de evolución demográfica de Salaya (parroquia) entre 2000 y 2020 |
|                                                                          |
| Datos según el nomenclátor publicado por el INE.                         |

### Aldea
| Gráfica de evolución demográfica de Salaya (aldea) entre 2000 y 2020 |
|                                                                      |
| Datos según el nomenclátor publicado por el INE.                     |